# 列斯圣母村
列斯圣母村（法語：Liesse-Notre-Dame，法語發音：[ljɛs nɔtʁ dam]）是法国上法兰西大区埃纳省的一个市镇，位于该省中部偏东北，属于拉昂区。

## 地理
列斯圣母村（49°36'34"N, 3°48'16"E）面积9.96 平方千米，位于法国上法蘭西大區埃纳省，该省份为法国北部内陆省份，北起北部省，西接索姆省和瓦兹省，东临阿登省和马恩省，西南至塞纳-马恩省，东北部与比利时接壤
与列斯圣母村接壤的市镇（或旧市镇、城区）包括：希夫尔昂洛努瓦、日济、马什库尔、马尔谢、米西莱皮埃尔蓬、皮埃尔蓬。

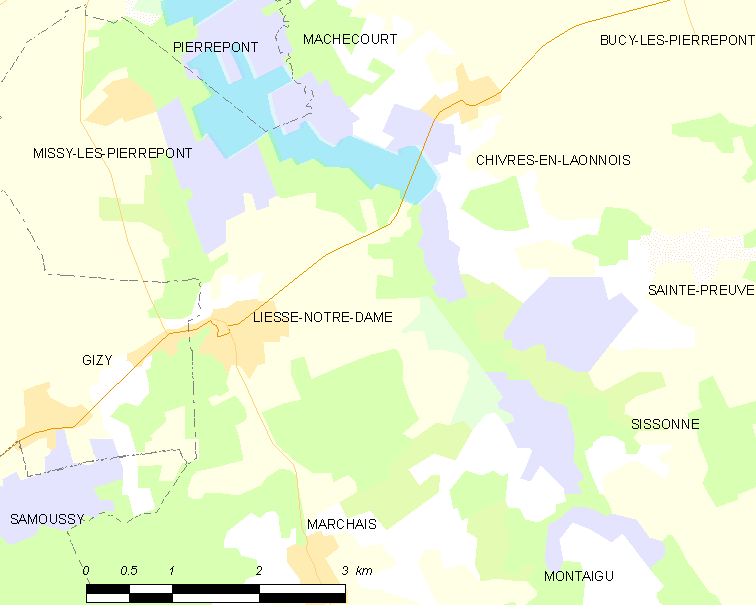
列斯圣母村的OSM定位图

列斯圣母村的时区为UTC+01:00、UTC+02:00（夏令时）。

## 行政
列斯圣母村的邮政编码为02350，INSEE市镇编码为02430。

## 政治
列斯圣母村所属的省级选区为埃纳河畔新城县。

## 人口

1962-2008年间列斯圣母村人口变化图示

列斯圣母村于2022年1月1日时的人口数量为1265人。